# Villa Montebello

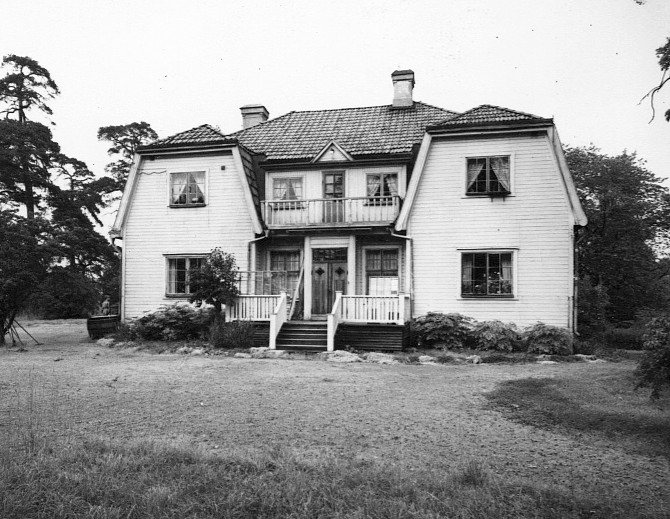
Montebello "Vita villan", 1964.

Villa Montebello var ett sommarnöje belägen strax söder om Ålkistan på Norra Djurgården i Stockholms kommun. Villan med tillhörande byggnader revs på 1970-talet men området kallas fortfarande ”Montebello” och är en del av Kungliga Nationalstadsparken.

## Historik

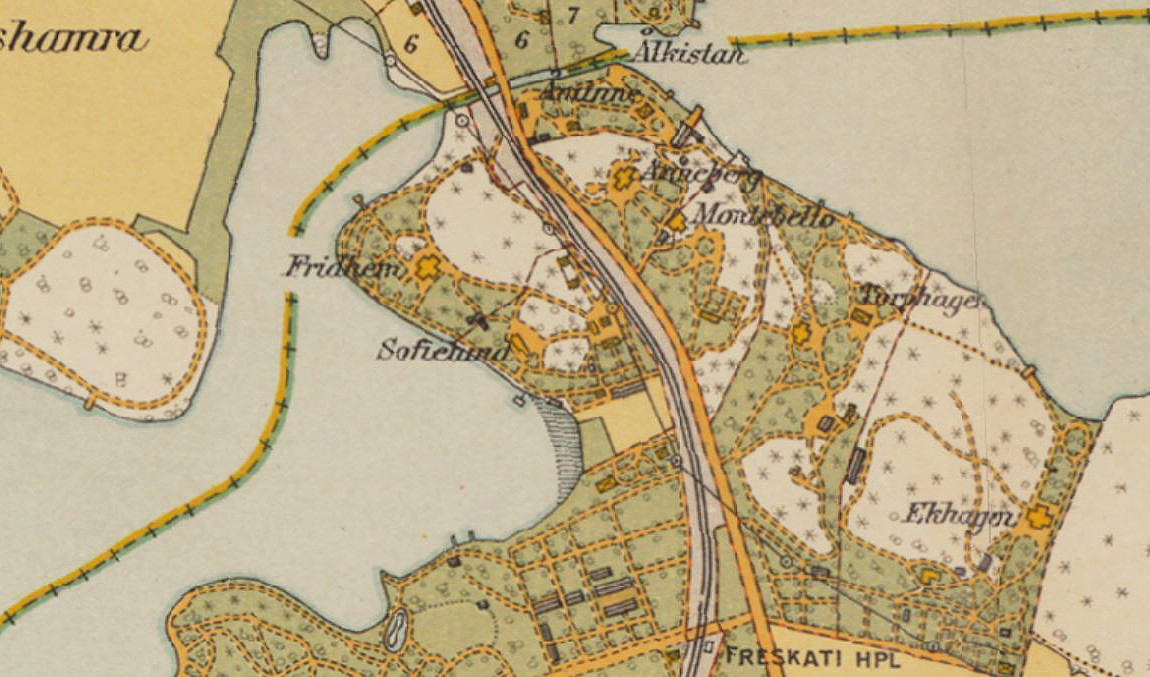
Området på 1920-talet.

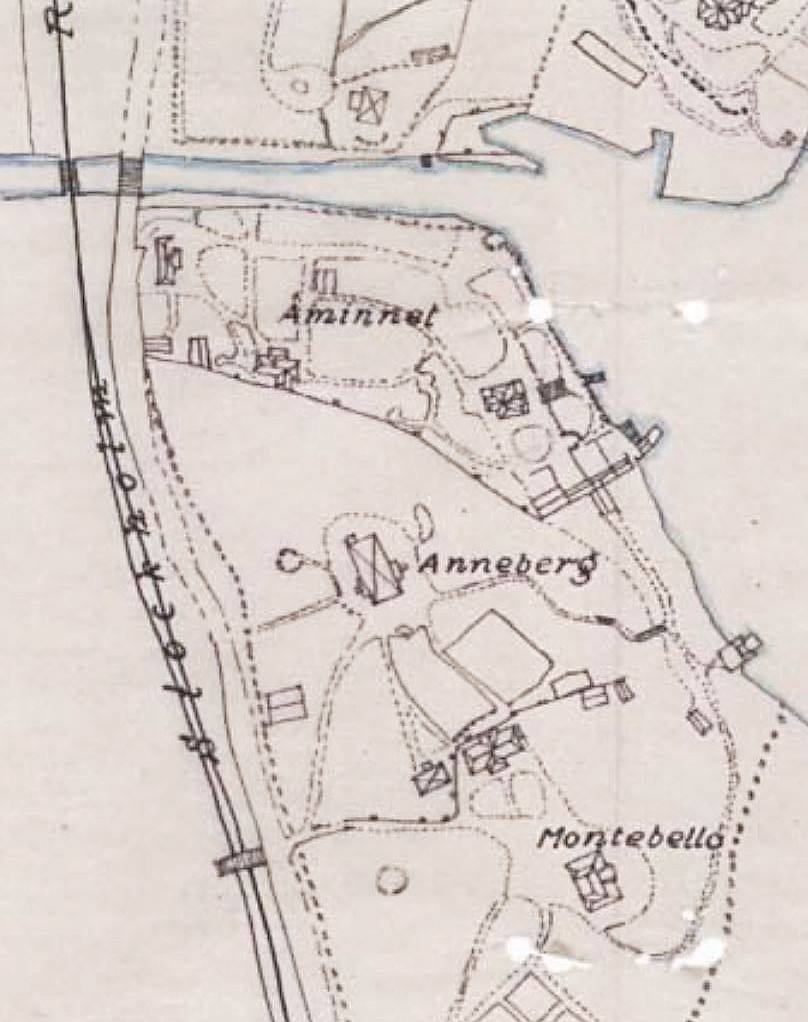
Området i början av 1900-talet.

Det exotiska namnet Montebello går tillbaka till slutet av 1700-talet. Efter Gustav III:s italienska resa åren 1783–1784 fick flera platser vid Brunnsviken namn efter italienska förebilder, bland dem Albano, Frescati, Tivoli och även Montebello. Området strax söder om Ålkistan hörde ursprungligen till Bergshamra gård och  benämns Bergshammar äng på en karta från 1709. Först 1868 införlivades området, idag kallat Torphagen, med Stockholms stad. Roslagsvägen och efter 1885 även Roslagsbanan delar området i en västra och en östra del.
År 1866 fanns ett hus på östra sidan om Roslagsvägen som till en början kallades Södra Anneberg. Snart ändrades dock namnet till Montebello, som även blev det gemensamma namnet för flera byggnader på samma tomt. Montebellos huvudbyggnad uppfördes 1912 tillsammans med en del växthus och andra ekonomibyggnader. En karta från tidigt 1900-tal visar området fullt utbyggt. På västra sidan om Roslagsvägen tillkom också två sommarvillor på 1870-talet, Villa Fridhem och Villa Sofielund, båda finns fortfarande kvar. Till fastigheterna hörde uthus, lusthus, bryggor och slingrande promenadgångar.
Villa Montebello gestaltades i den så kallade cottagestilen som utvecklades under 1860-talet. Den utmärker sig genom en låg mittkropp mellan två högre tvärställda flyglar. Byggnadens mittdel höjdes senare till samma höjd som flyglarna. Den 2 december 1939 bildades Samfundet Nordens Frihet i villan som då beboddes av fil.lic. Gerhard Hafström och där beslöt man att bilda Finlandskommittén.

### Rivning
I början av 1960-talet bestod bebyggelsen på Montebello av huvudbyggnaden kallad ”Vita Villan” samt ”Gula längan” och ”Röda stugan”. Allt revs eller eldades upp på 1970-talet och Domänverket, som ägde marken, planerade för ett nytt huvudkontor. 1994 fattade regeringen beslut om Kungliga nationalstadsparken och Domänverkets kontorsplaner var inte längre aktuella. Av husen öster om Roslagsvägen återstår idag bara några husgrunder, trappor, en övergiven fontänbassäng, lämningar efter stenbryggor och enstaka kulturväxter från de forna trädgårdarna. På en höjd intill Roslagsvägen kvarstår även ett litet vattentorn i huggen sandsten som uppfördes för bevattning i Bergianska trädgården. I samband med att marken övergick i statlig ägo beslöt Statens fastighetsverk att återställa den hagmark som fanns innan området bebyggdes.

## Nutida bilder

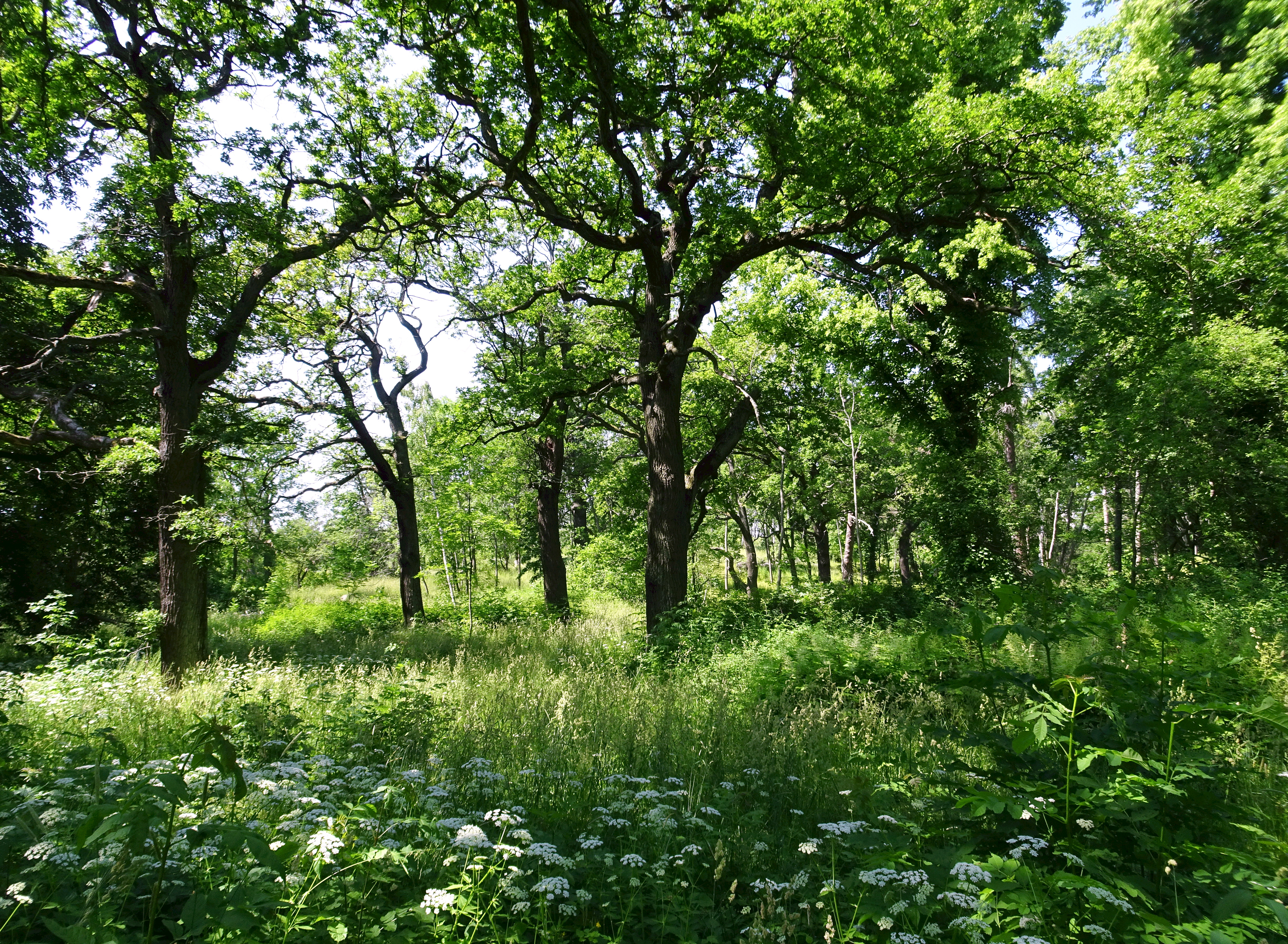
Ekar och hagmarken.
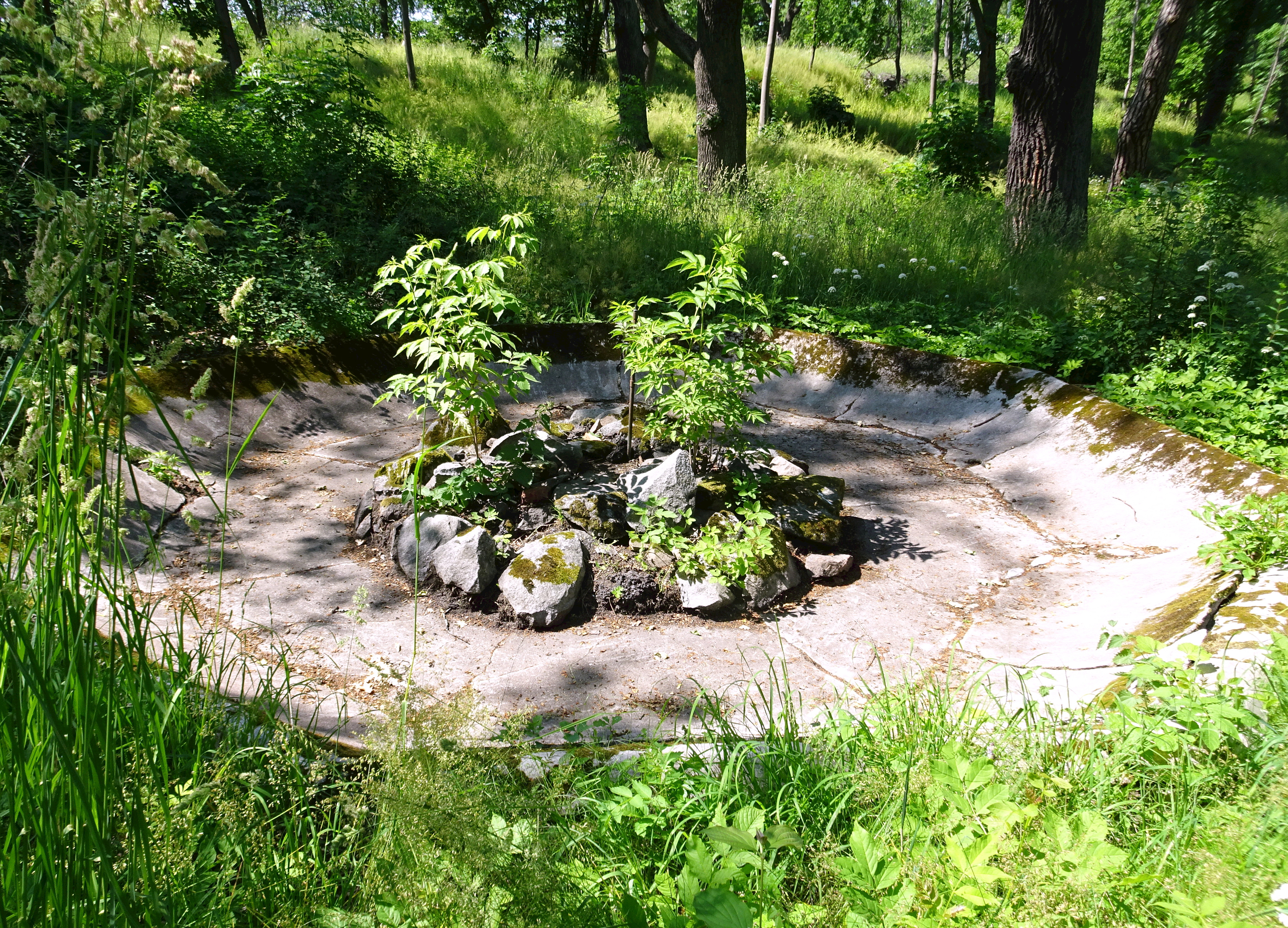
Övergiven fontänbassäng, Torphagen
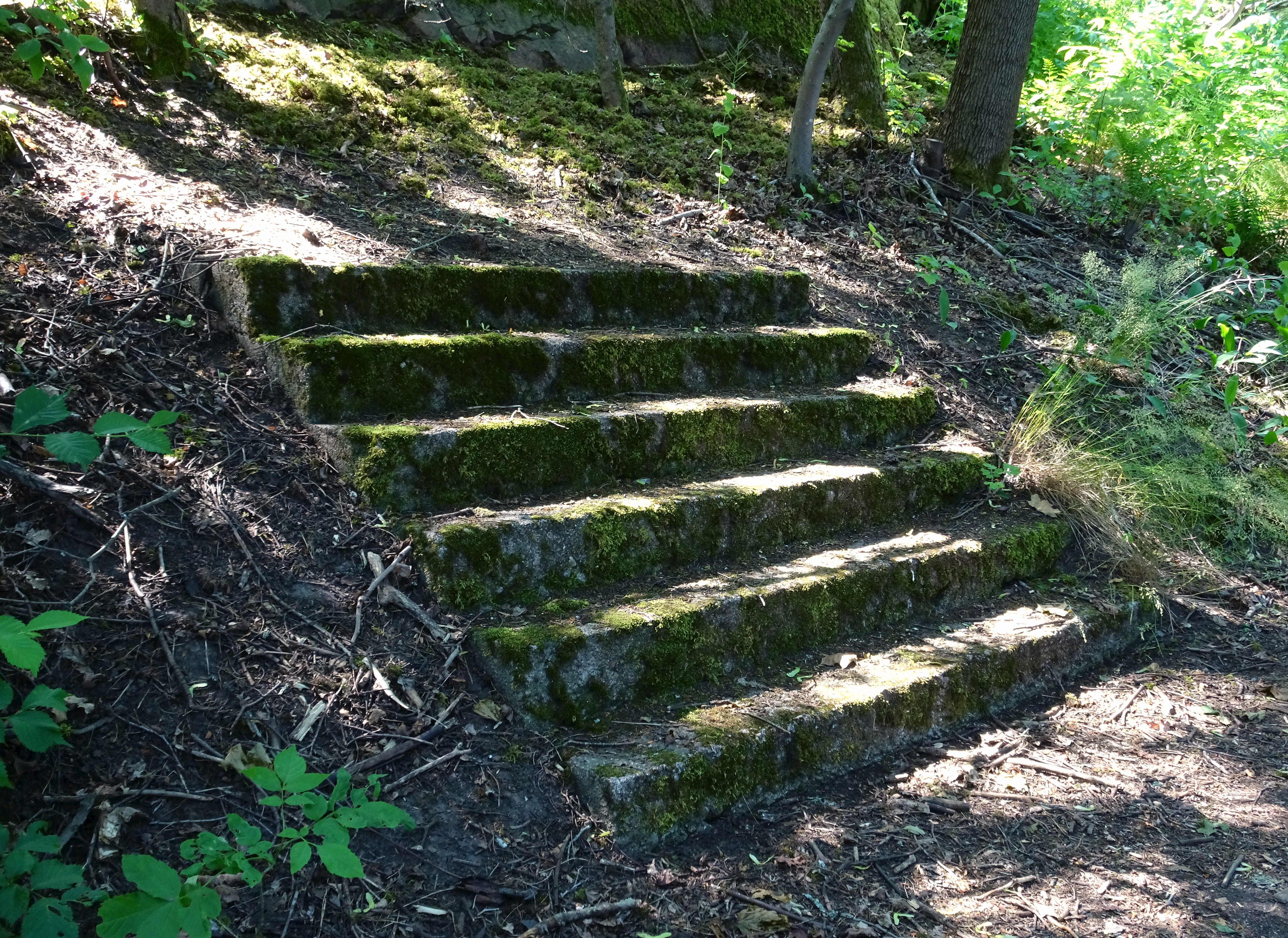
En övergiven trappa.
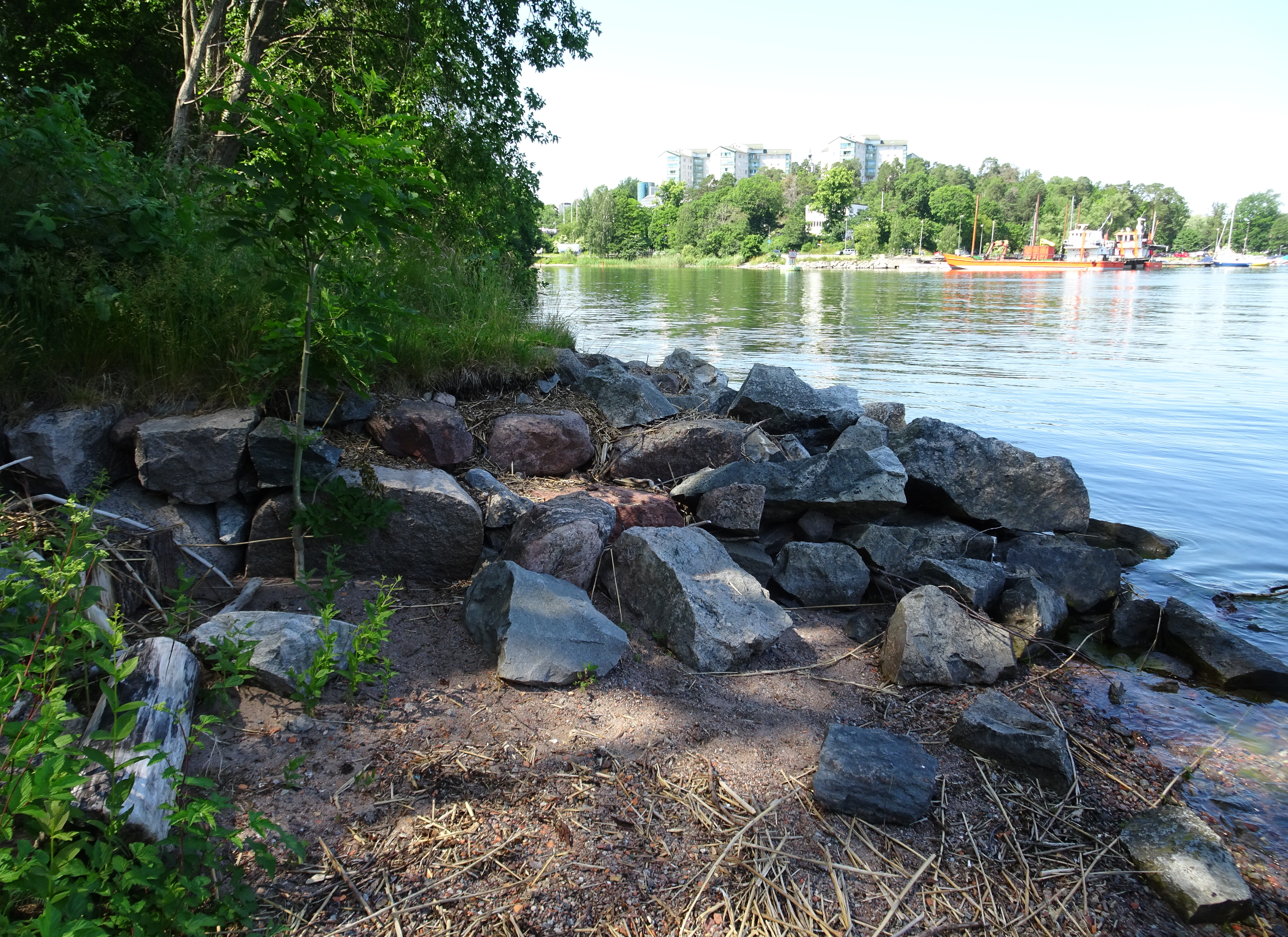
Lämningar efter en brygga
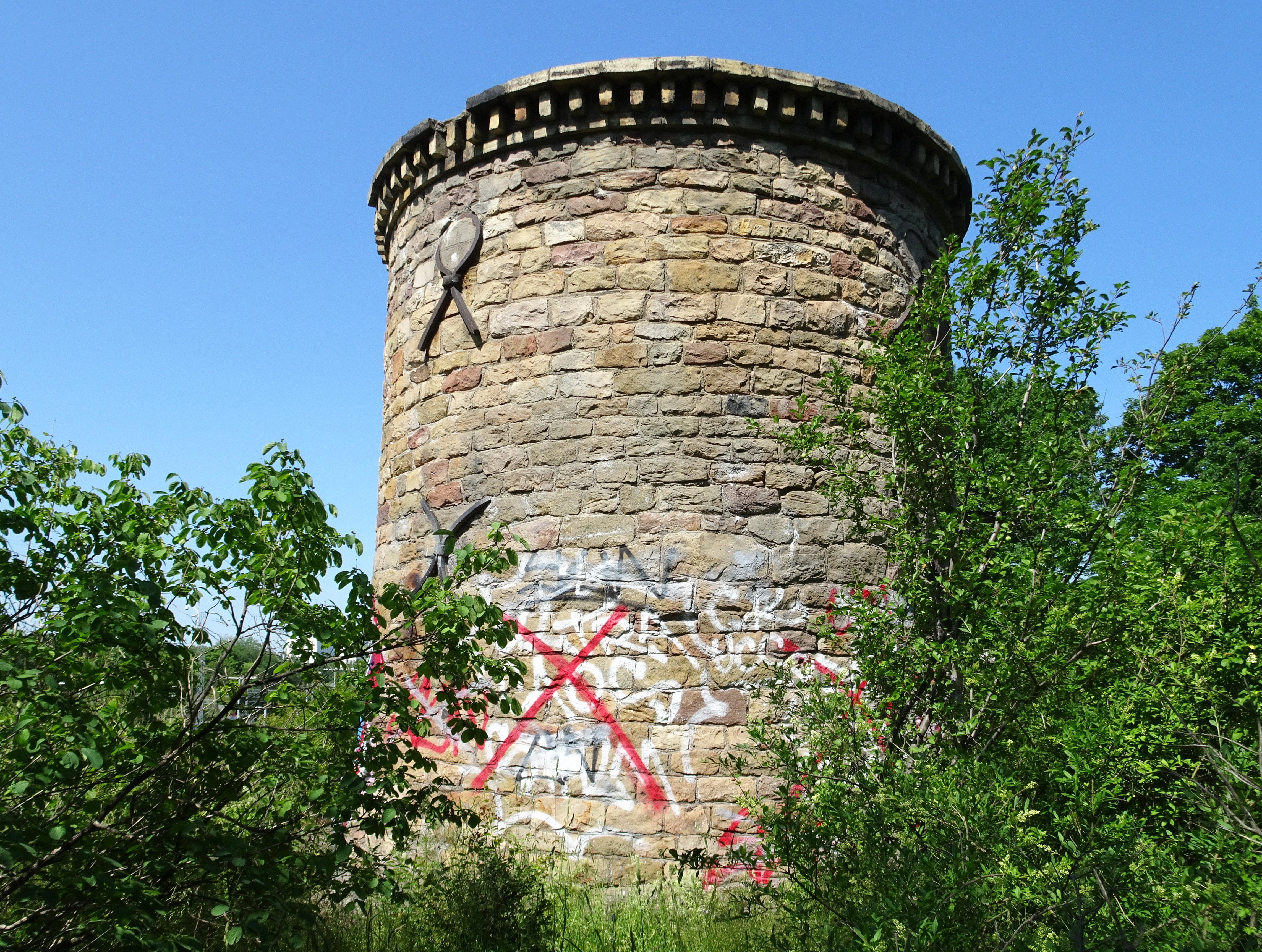
Före detta vattentornet, Torphagen.